# Baía da Engrade (Ponta da Ilha)
A baía da Engrade é uma baía portuguesa localizada no lugar da Ponta da Ilha, freguesia da Piedade, concelho das Lajes do Pico, ilha do Pico, Açores.
Esta baía localiza-se na Ponta da Ilha entre a baía do Céu de Abraão e o Areal, junto à ponta do Castelete, frente ao povoado do Biscoito Queimado.